# Saint-Julien-Beychevelle

Saint-Julien-Beychevelle este o comună în departamentul Gironde din sud-vestul Franței. În 2009 avea o populație de 683 de locuitori.

## Evoluția populației
| An        | 1975  | 1982  | 1990 | 1999 | 2006 | 2009 |
| --------- | ----- | ----- | ---- | ---- | ---- | ---- |
| Populație | 1.160 | 1.006 | 873  | 798  | 739  | 683  |